# Svenstrup (gmina Favrskov)
Svenstrup – miasto w Danii, w regionie Jutlandia Środkowa, w gminie Favrskov.